# Pseudochromis springeri
La perca enana de Springer (Pseudochromis springeri) es un pez, de la familia de los Pseudochromidae. Su nombre común en inglés es Blue-striped dottyback, que viene a significar perca enana de rayas azules .
Es uno de los peces marinos populares y solicitados en acuariofilia. 

## Morfología
Es fusiforme y su color, que incluye cabeza, cuerpo y aletas dorsal, anal y caudal, es negro. De la boca parten dos franjas de color azul eléctrico a cada lado. Esta franjas inferiores comienzan en los laterales de los labios, primero el inferior, luego el superior, y de ahí hacia el resto de la cabeza. Recorren toda la cabeza, y terminan en la inserción de la aleta pectoral. Por debajo de esta franja encontramos una pequeña mancha del mismo color azul que termina en la parte final del opérculo branquial. 
Alcanza los 5,5 cm de largo, en el caso de los machos, que son algo mayores a las hembras. No presentan un dimorfismo sexual claro, salvo el tamaño.

## Hábitat y distribución
Se distribuye exclusivamente en el Mar Rojo, del que es endémica. 
Vive tanto en lagunas soleadas como en arrecifes periféricos y suelos rocosos. Suele guarecerse rápidamente en cuevas y agujeros de rocas de los arrecifes coralinos, así como entre las colonias de corales del género Acropora.
Se localiza entre 2 y 60 metros de profundidad.

## Alimentación
En la naturaleza se nutre principalmente de crustáceos y varios organismos bentónicos. 

## Reproducción
Son hermafroditas, un individuo es capaz de adoptar cualquier sexo. Al contrario que ocurre con otras especies, si tenemos una pareja, el macho será el ejemplar más grande. 
Son ovíparos y de fertilización externa, producen huevos que adhieren sobre rocas, luego el macho fertiliza los huevos y se encarga de mantenerlos oxigenados.

## Mantenimiento
Indicado para su mantenimiento en acuario de arrecife. Si se quiere mantener una pareja se les debe introducir en el acuario simultáneamente. Hay que evitar la convivencia con gambas o camarones, porque pueden ser sus presas. También puede atacar gusanos tubícolas. Asimismo, se debe evitar la convivencia con especies de peces tímidas, como la Nemateleotris magnifica, o de coloración parecida, ya que es muy territorial y agresiva con ellas.
Se le debe proveer de zonas con corrientes y bien oxigenadas. También se dotará al acuario de escondrijos y zonas sombrías. 
La mayoría de los especímenes en el comercio de acuariofilia son criados en cautividad, y suelen estar habituados a alimentarse con mysis y artemia congelados.